# Powiat Hlohovec
Powiat Hlohovec (słow. okres Hlohovec) – słowacka jednostka podziału administracyjnego znajdująca się w kraju trnawskim. Powiat Hlohovec zamieszkiwany był przez 45 247 obywateli (w roku 2002) i zajmował obszar 267 km². Średnia gęstość zaludnienia wynosiła 169,64 osób na km². Miasta: Leopoldov i powiatowy Hlohovec.